# 迪欧什德
迪欧什德，是匈牙利佩斯州所辖的一个村。总面积5.75平方公里，总人口9053，人口密度1574.4人/平方公里（2011年1月1日）。